# Фракия

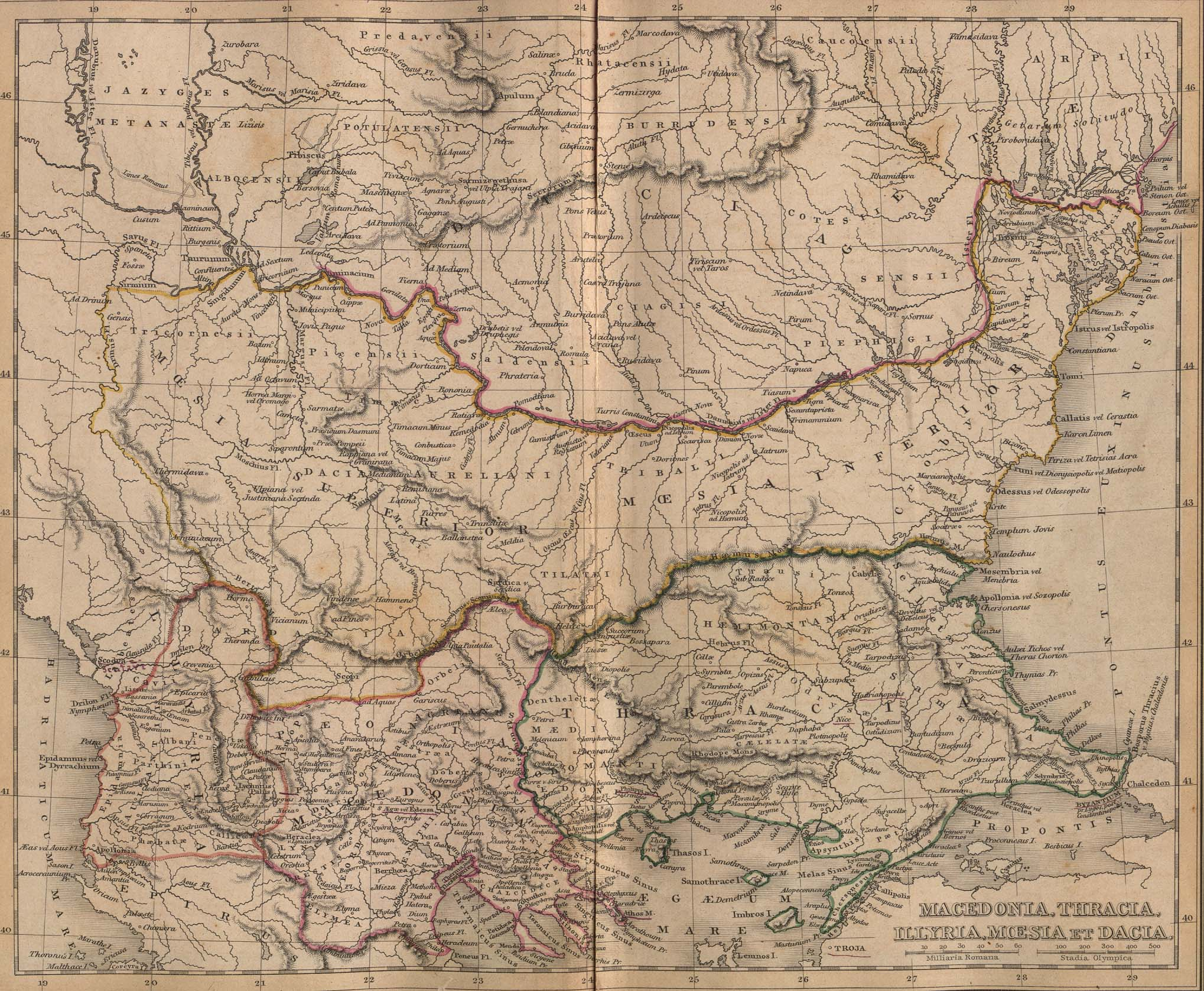
Историческая Фракия и соседние территории — Македония, Иллирия, Мёзия и Дакия — карта из атласа Alexander G. Findlay Classical Atlas to Illustrate Ancient Geography,, 1849

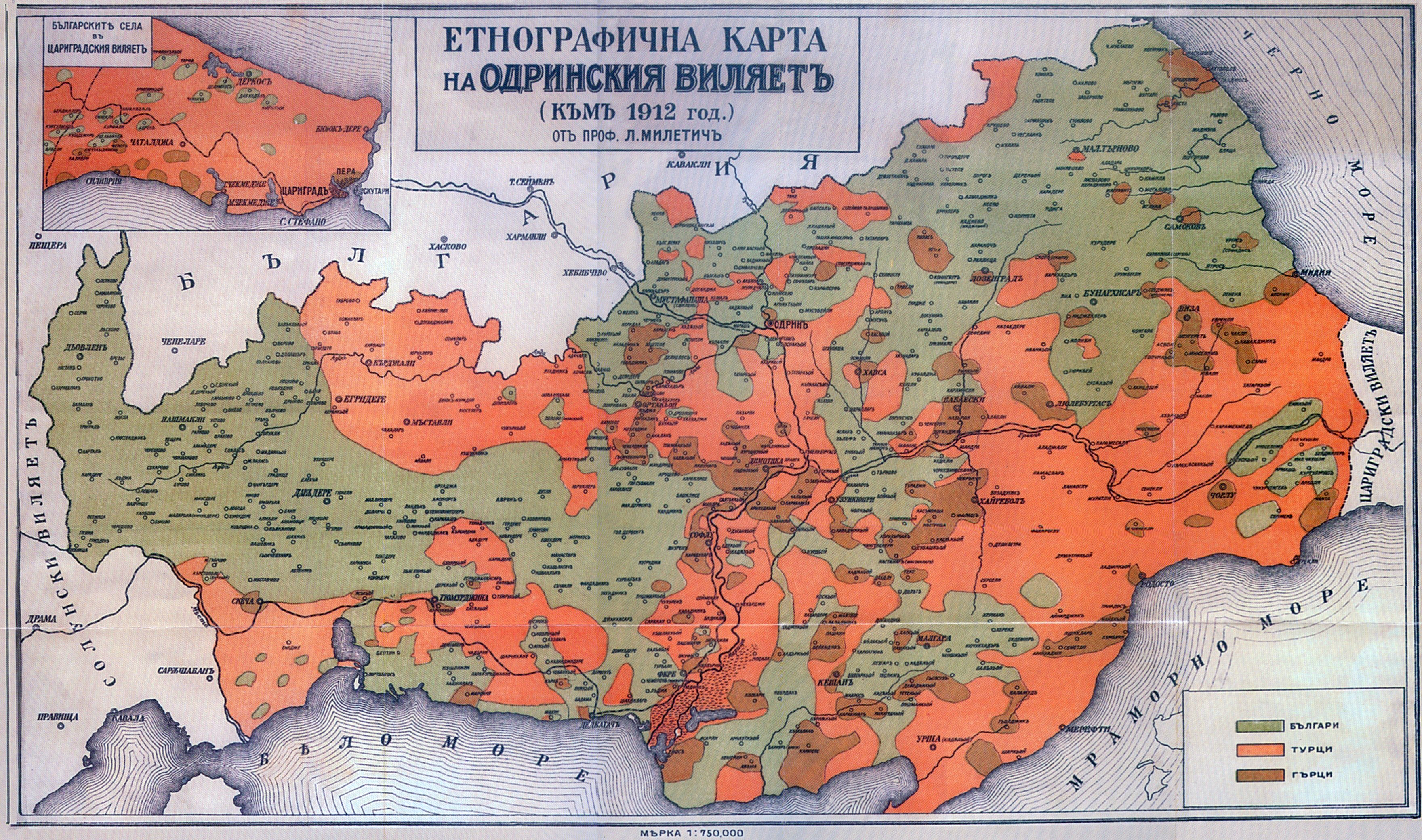
Этнографическая карта Восточной и Западной Фракии начала XX века (1912 год) показывает насколько пёстрым был не так давно этнический состав населения региона, где проживали болгары, турки и греки

Фра́кия (греч. Θράκη, болг. Тракия, тур. Trakya, лат. Thracia) — историческая и географическая область на востоке Балкан. В Турции Фракию обычно называют Румелия («Земля римлян»), поскольку этот регион представлял собой последнюю завоёванную османами часть Восточной Римской империи.
Ныне, в соответствии с Лозаннским мирным договором 1923 года, разделена между тремя государствами: Болгарией (Северная Фракия, также известная как Верхнефракийская низменность), Грецией (собственно современная греческая провинция Фракия, также исторически известная как Западная Фракия) и Турцией, которой отошла Восточная Фракия вместе с крупнейшим городом региона — Стамбулом.
В географическом центре Фракии находится важный транспортный узел — турецкий город Эдирне (исторический Адрианополь). В современном регионе проживают около 13 млн человек, в том числе около 10 миллионов турок, около 1 миллиона болгар и 0,2 млн греков.
В её честь названа макула Фракия на спутнике Юпитера — Европе.

## Этимология
Слово Фракия, от древнегреческого (ΘρᾴΚη), происходящего в свою очередь от (Θρᾷξ), первоначально использовалось древними греками применительно к фракийским племенам — древнему индоевропейскому народу, населявшему Юго-Восточную Европу.
Регион мог получить название и от главной в нём реки, Эвроса.

### Мифология
Согласно древнегреческой мифологии, это название происходит от имени героини и колдуньи Фракии, дочери Океана и Парфенопы (дочери Стимфала).

## География
Главная водная артерия региона — река Марица или Эврос, по которой проходит государственная граница между Грецией и Турцией. На востоке области находятся горы Странджа. Климат прибрежного региона — субтропический средиземноморский, во внутренних районах умеренный.
Исторические границы Фракии изменились. Древние греки использовали термин «Фракия» для обозначения всей территории, лежавшей к северу от Фессалии, населённой фракийцами, «не имеющей определённых границ» и включающей другие регионы (например, Македония и даже Скифия). В одном из древнегреческих источников сама Земля разделена на «Азию, Ливию, Европу и Фракию». Когда греки приобрели знания в области географии, «Фракия» стала обозначать территорию, граничащую с Дунаем на севере, морем Евксин (Чёрное море) — на востоке, северной Македонией — на юге и Иллирией — на западе. Это в значительной степени совпало с Одрисским царством, границы которого менялись со временем. После македонского завоевания бывшая граница этого региона с Македонией была перенесена с реки Струма на реку Места. Такое разграничение продолжалось до римского завоевания. С тех пор словом Фракия обозначалась территория, в значительной степени совпадающая современным географическим регионом. В раннем периоде римская провинция Фракия была таких масштабов, что после административных реформ в конце 3-го века, значительно уменьшенная территория Фракии стала шестью маленькими провинциями, объединёнными в диоцез Фракия. Средневековая византийская фема Фракия содержала только то, что сегодня является Восточной Фракией.

## История Фракии

### Древняя Фракия
Древнейшая Фракия — гористый регион впервые был населён пеласгами. Это территория традиционного проживания скотоводческих племён фракийского происхождения, позднее подвергнувшихся сильной эллинизации. Территория исторической Фракии (самого северного региона древней Эллады, простиравшейся вплоть до Скифии), охватывала бассейны Мраморного, Эгейского и Чёрного морей. Среди более знаменитых городов был Авдера — родина Демокрита. В древности была заселена в основном фракийцами, по имени которых и получила своё название. Фракийцы основали Элефсину в Аттике, а мифические музыканты Орфей и Мусеос происходили именно отсюда. По морскому побережью в античные времена основывались греческие поселения, крупнейшее из которых располагалось на берегу пролива Босфор и получило название Византий — стратегически важный торговый пункт на пути из Чёрного моря в Средиземное и из Европы в Азию. Богатства Византия привлекают сюда римлян. Территория Фракии переходит под контроль Древнего Рима уже в I веке до н. э. Затем, в 330 году н. э., в г. Византий на берега Босфора переносится и столица Римской империи, переименованная в честь императора Константина — Константинополь. Фракия становится стратегически важным регионом новообразованной Восточной Римской империи.
Руководитель крупнейшего восстания рабов в Римской империи Спартак по происхождению был фракийцем.

### Новое время
В конце XIX — начале XX веков Фракия стала ареной ожесточённых сражений, когда революционные силы угасающей Османской империи пытались отстоять Константинополь от нападений греческих и болгарских войск. Так развернулась кровопролитная борьба за Фракию. Параллельно ей происходила также и борьба за Македонию. В обоих случаях сильно пострадало местное болгарское население, составлявшие относительное большинство до 1913 г. Любомир Милетич описал события тех лет в своей книге «Разгром фракийских болгар 1913 года». Большая часть территории Фракии в начале XX века оказалась в составе Болгарии. Турции осталась другая часть после Первой мировой войны (Лозаннский мирный договор, 1923 год), а Греции отошли районы Ксанти, Комотини и Эврос. Река Эврос является естественной границей на востоке.

## Население
Население Восточной Фракии, как и Фракии вообще, в Средние века было преимущественно греко-славянским, хотя с конца VII века греческое влияние в регионе постепенно ослабевало и славяне численно преобладали практически во всех внутренних регионах области, составляя и значительную долю населения городов, в особенности Одрина (Эдирне). После захвата крестоносцами Константинополя в 1204 году славяне становятся основной этнической группой региона. После турецких нашествий XIV—XV веков к ним добавился и мощный тюркский элемент, постепенно наращивавший своё присутствие в регионе в первую очередь за счёт ассимиляции оставшихся греков и отчасти болгар. В настоящее время население Восточной Фракии представлено почти исключительно турками, имеется значительная, но уже исламизированная цыганская община. При этом значительное количество тюркско-мусульманских меньшинств сохраняется в соседних регионах Греции и Болгарии.